# Lagoa Dourada
Lagoa Dourada – miasto i gmina w Brazylii, w stanie Minas Gerais. Znajduje się w mezoregionie Campo das Vertentes i mikroregionie São João Del Rei.